# William Frederick Rock

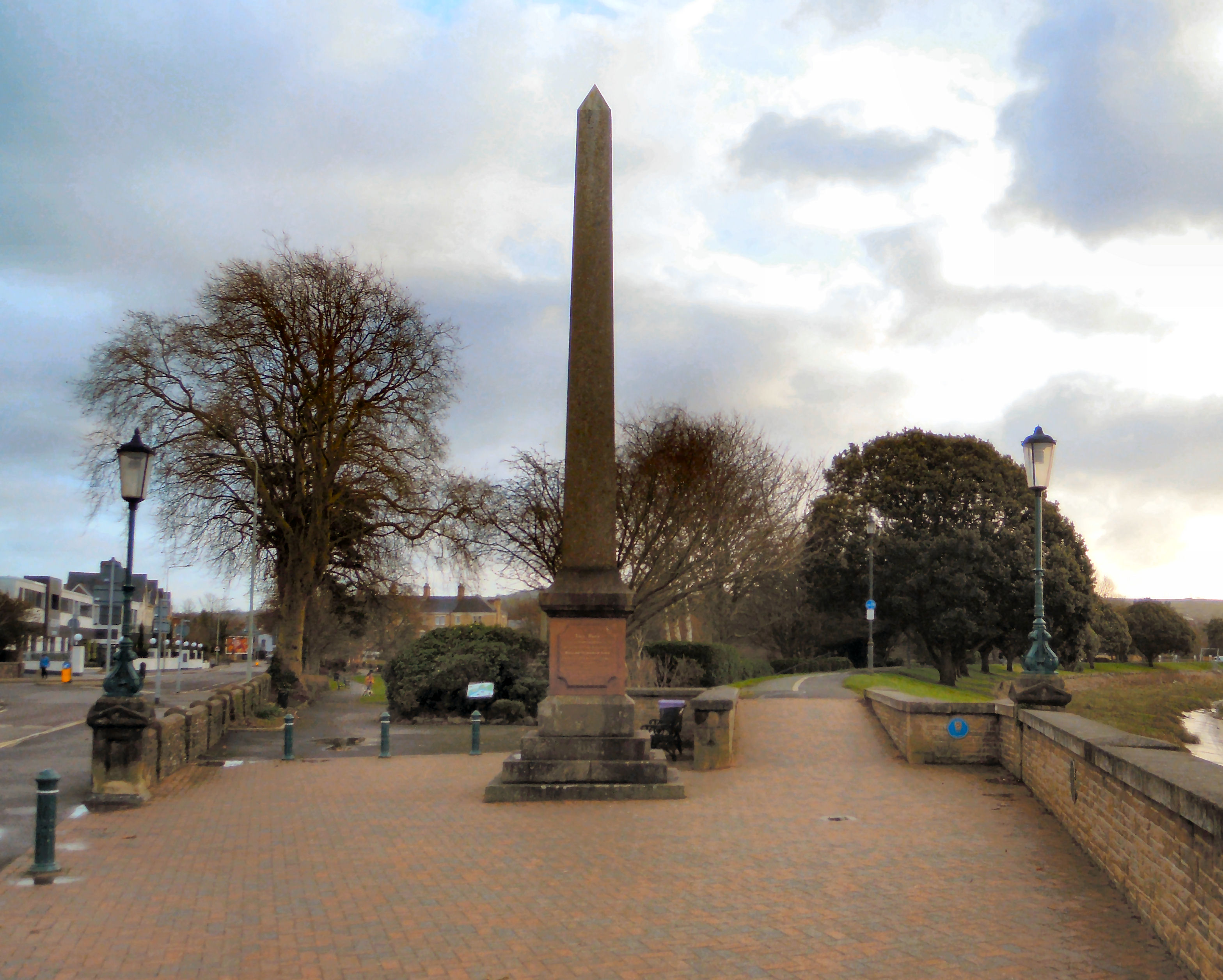
Rock Park es un parque urbano en Barnstaple, Devon, Inglaterra. Donado por William F. Rock

William Frederick Rock (29 de enero de 1801 - 8 de febrero de 1890) fue un editor y filántropo británico.

## Biografía
Rock nació en Barnstaple siendo hijo de Henry y Prudence Rock. William era un niño mayor y un hermano mayor; tenía dos hermanas, Ann (n. 1804), Prudence (n. 1810) y dos hermanos, Henry (n. 1806) y Richard (n. 1808). Otro hermano, Charles, y una hermana, María, murieron cuando eran bebés. Su padre era zapatero en 46 High Street y un hombre libre del municipio con derecho a voto. William entró en contacto con William Busk, un concursante parlamentario, que visitó a la familia. Busk se interesó por William y pudo presentarlo en la escuela London Bluecoat School de Christ's Hospital , donde comenzó en 1811.
Al dejar la escuela, Rock se unió a un banco en Bideford , pero el trabajo aparentemente no le convenía ya que se metió en problemas varias veces por componer versos en el trabajo. Rock renunció y se fue a Londres, donde otro excandidato parlamentario de Barnstaple, el concejal Atkins, le ofreció un trabajo en su banco.
Más tarde, Rock se puso a trabajar con el impresor e inventor Thomas de la Rue, donde Rock pudo ganar suficiente dinero para comenzar su propia empresa de impresión con la ayuda de sus hermanos. El negocio que se especializaba en publicar impresiones topográficas grabadas en acero en papel de notas pictóricas, artículos de papelería de lujo, mapas y naipes, así como libros y folletos, prosperó y Rock se convirtió en un hombre rico.
A lo largo de los años, el Rock tuvo varios reveses; por ejemplo, en 1859 se incendió su fábrica en 11 Walbrook. Sin embargo, a pesar de estos, fundó varios sellos editoriales:
- 1821-1833: De La Rue, Rock & Co.[3]
- 1833-1843: William y Henry Rock.
- 1844-1883: Rock Brothers y Payne.
- 1884: Rock Brothers Ltd.

Rock Brothers se hizo conocido por publicar el Queen's Album of Margate en forma de álbum Leporello. En 1883, Rock celebró su 50 aniversario en el negocio editorial en una cena en The Crystal Palace .

### Filantropía
En 1884 Rock vendió Rock Brothers Ltd. a Dickinson & Co. y se retiró. Sin esposa ni hijos que mantener, decidió dar generosamente a su lugar de nacimiento, Barnstaple , y se involucró en múltiples actividades filantrópicas. En 1845 fundó la Institución Científica y Literaria de Barnstaple y luego, en 1888, la North Devon Athenæum . También financió la compra de un terreno para Rock Park en Barnstaple y estableció una casa de convalecencia en Mortehoe.
William Frederick Rock murió en su casa en Hyde Cliff, Blackheath, Kent, el 8 de febrero de 1890. Legó sus colecciones al North Devon Athenæum.